# Germainia
Germainia és un gènere de plantes de la família de les poàcies, ordre de les poals, subclasse de les commelínides, classe de les liliòpsides, divisió dels magnoliofitins.

## Taxonomia
- Germainia capitata Bal. i Poitr.
- Germainia flosculosa (F. Muell.) C.E. Hubb.
- Germainia grandiflora (S.T. Blake) Chai-Anan
- Germainia khasiana Hack.
- Germainia lanipes Hook. f.
- Germainia pilosa Chai-Anan
- Germainia schmidiana A. Camus
- Germainia tenax (Balansa) Chai-Anan
- Germainia thailandica (Bor) Chai-Anan
- Germainia thorelii A. Camus
- Germainia truncatiglumis (F. Muell. ex Benth.) Chai-Anan

(vegeu-ne una relació més exhaustiva a Wikispecies)

## Sinònims
Balansochloa Kuntze, 
Chumsriella Bor, 
Sclerandrium Stapf i C. E. Hubb.